# Calotes rouxii
Calotes rouxii là một loài thằn lằn trong họ Agamidae. Loài này được Duméril & Bibron mô tả khoa học đầu tiên năm 1837.

## Hình ảnh

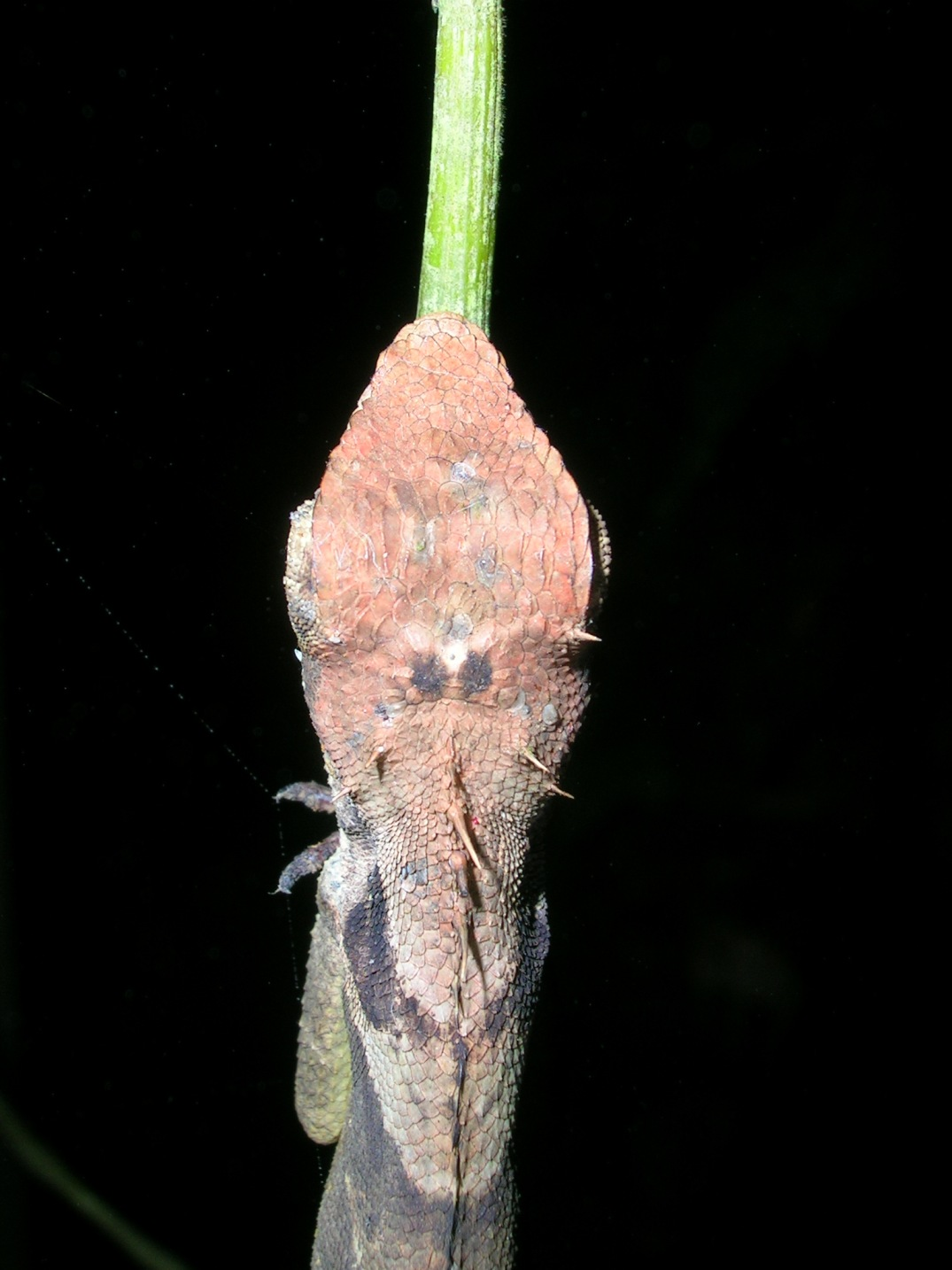
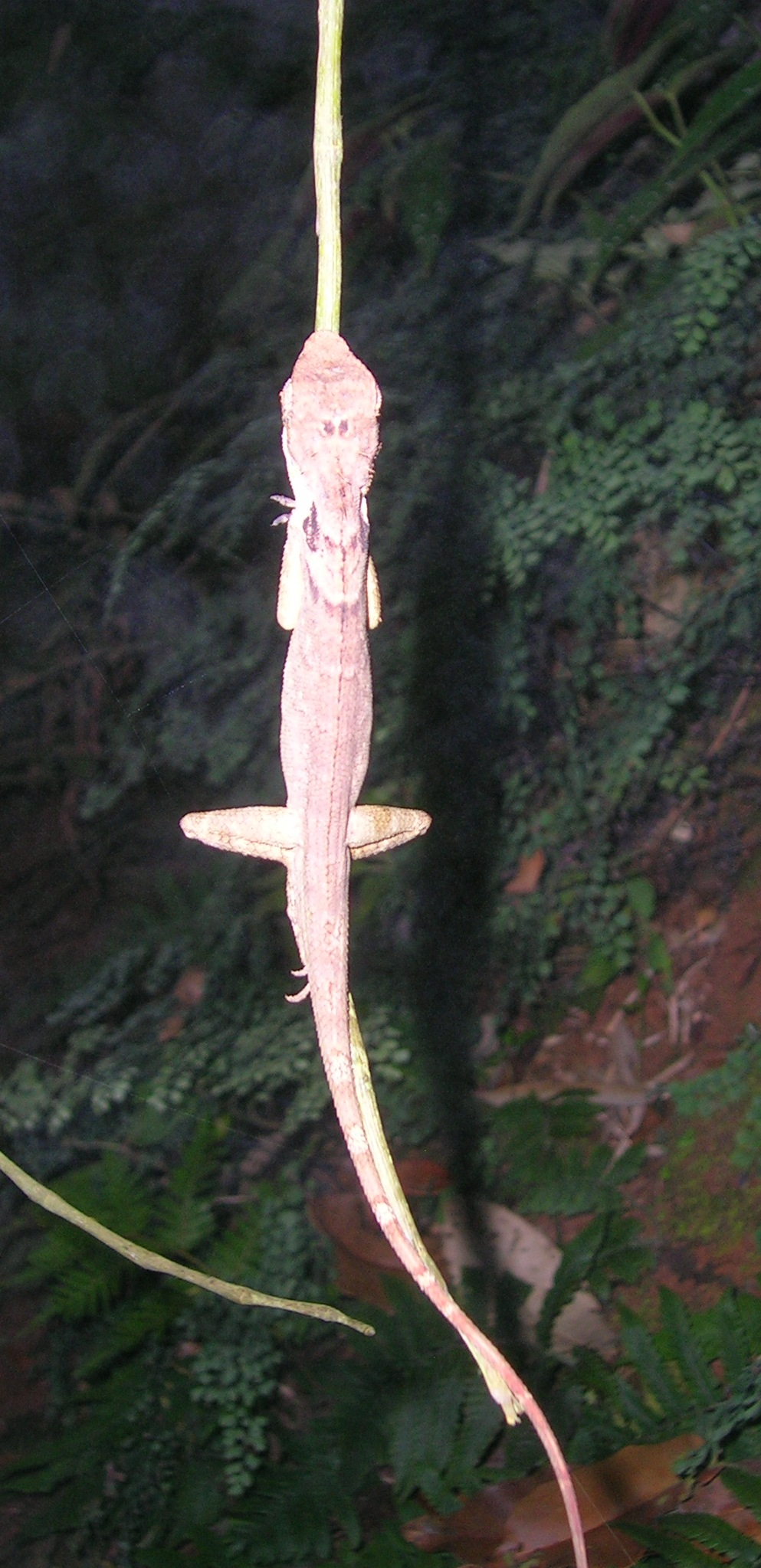
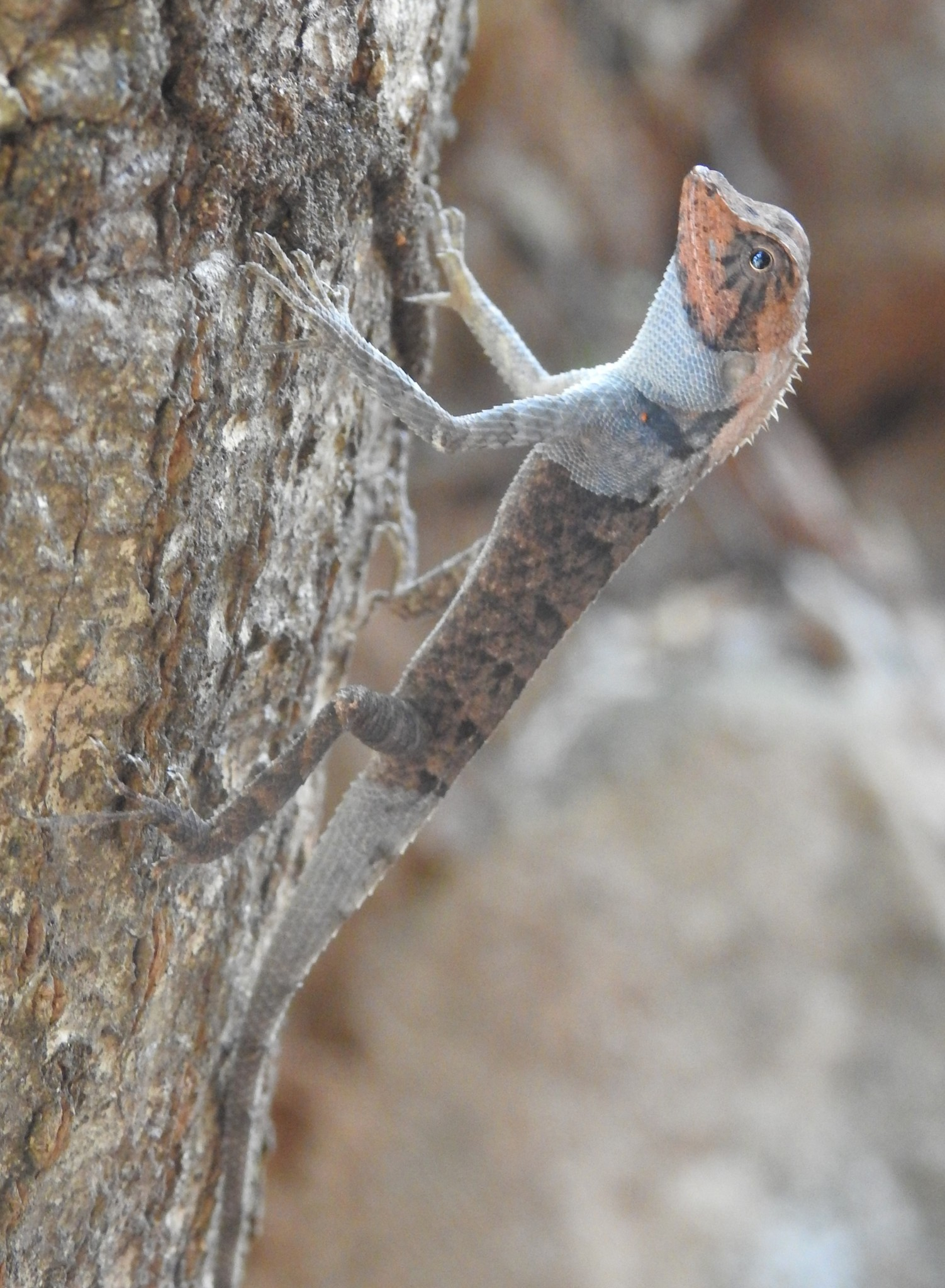